# I wojna Brytyjczyków z Aszanti
I wojna Brytyjczyków z Aszanti miała miejsce w latach 1824–1831.
W roku 1821 brytyjska Spółka Handlowców (British Company of Merchants) w Cape Coast przekazała swoje forty na Złotym Wybrzeżu (Cape Coast, Anomabu, Akra, Beyin, Dixcove, Kommenda, Winneba, Sekondi, Prampram i Tantamkweri), podobnie jak te w Gambii Koronie Brytyjskiej reprezentowanej przez gubernatora Sierra Leone sir Charlesa MacCarthy’ego, który przypłynął do Cape Coast aby nadzorować powierzone mu nowe obszary. Otrzymał instrukcje nakazujące mu narzucić pokój i zakończyć handel niewolnikami. MacCarthy wywnioskował, że brytyjskie interesy na Złotym Wybrzeżu wymagają rozbicia potężnego Imperium Aszanti.
W roku 1824, gdy Aszanti za obrażanie Asantehene (króla Aszanti) wykonali wyroki śmierci na Fante służących w brytyjskim garnizonie, Brytyjczycy zareagowali organizując ekspedycję wojskową do Imperium Aszanti. Aszanti zebrali prawie 10.000 ludzi koło Bonsaso by stanąć przeciwko brytyjskiej armii ekspedycyjnej. Podczas bitwy pod Nsamankow 21 stycznia 1824 Aszanti nie tylko przewyższali liczebnie Brytyjczyków, ale też zastosowali lepszą taktykę. MacCarthy został zabity, a większość jego wojsk zgładzona.
Dziwnym zbiegiem okoliczności, tego samego dnia Asantehene Osei Bonsu zmarł w Kumasi i został zastąpiony przez Osei Yaw Akoto. Nowy król popierał sprzeciw Aszanti do Brytyjczyków, żądając poddania się króla Denkyira Kwadwo Otibu, ich sprzymierzeńca i zarazem nieprzyjaciela Aszanti. Podczas innej bitwy w Efutu połączone siły Denkyira i Brytyjczyków zostały pokonane, a Aszanti osiągnęli największy sukces. Następnie podczas próby szturmu na silnie umocnioną brytyjską kwaterę główną w Cape Coast ponieśli porażkę.
Gdy Aszanti przez kolejne dwa lata odzyskiwali siły, Brytyjczycy budowali potężne przymierze z Fante, Ga, Akim i Denkyira, wszystkimi, których teraz obawiali się Aszanti. W roku 1826 zreorganizowana i nowocześnie wyposażona armia Aszanti wkroczyła na przybrzeżne regiony, próbując przejąć je pod kontrolę. Anglo-afrykańskie przymierze pokonało Aszanti 7 sierpnia 1826 w bitwie pod Dodowa (znanym też jako Katamanso albo Akantamasu). Podczas walk na równinach Akry Brytyjczycy używali rakiet Congreve, które przeraziły żołnierzy Aszanti, a ci wycofali się do Kumasi. Nowy gubernator sir Neil Campbell doszedł jednak do wniosku, że Aszanti są jeszcze dość silni i odmówił podpisania z nimi jakiegokolwiek traktatu.
W roku 1828 rząd brytyjski wywnioskował, że jeśli to odsunęło pojednanie pomiędzy kupcami i mieszkańcami wybrzeża oraz Asantehene, mogłoby okazać się łatwiejszym do wykonania. Dlatego rząd dał instrukcje gubernatorowi Sierra Leone Neilowi Campbellowi, że nie powinien zawierać przymierza z Afrykanami, którzy oczekiwaliby od Wielkiej Brytanii ochrony i wydał rozkaz, że brytyjscy urzędnicy i garnizony powinny zostać wycofane z fortów Złotego Wybrzeża. Jednak forty miały pozostać brytyjskim terytorium i rząd brytyjski płacił Londyńskiemu Komitetowi Handlowców 4.000 funtów na rok by je utrzymać. Instytucje miały być kierowane przez gubernatora i wybraną radę, która miała posiadać jurysdykcję tylko nad brytyjskimi fortami i portami oraz zamieszkującymi w nich ludźmi.
W 1830 Komitet Londyński wysłał w roli prezesa rady (albo gubernatora) kapitana George’a Macleana, który w roku 1831 doszedł do porozumienia z Aszanti. Dokonał tego pomimo małego poparcia od rządu brytyjskiego oraz faktu, że nie miał w ogóle autentycznego pełnomocnictwa. Ponadto próba dojścia rządu brytyjskiego do porozumienia z Aszanti na ich warunkach, po bitwie pod Dodowa była sprzeczna z interesami ludzi z wybrzeża, obawiającymi się, że Aszanti mogliby domagać się ponownego zwierzchnictwa feudalnego nad nimi. Nawet pośród kupców byli tacy, którzy twierdzili, że Maclean powinien ograniczyć zakres swojej działalności i kompetencje do tych, którzy faktycznie mieszkają w granicach brytyjskich fortów. Zgodnie z warunkami traktatu podpisanego w roku 1831 przez gubernatora Macleana, dwóch wysłanników Aszanti, sześciu wodzów Fante, przedstawicieli Assin, Tufel i Denkyira oraz innych wodzów afrykańskich, Asantehene zapłacił Brytyjczykom 600 uncji złota, oddał dwóch zakładników z rodziny królewskiej i uznał niezależność Denkyira i Assin. Złoto i zakładników odesłano później do Kumasi. Szacunkowa ocena strat w ludziach, mówi, że w rezultacie wojny zginęło 3000 Aszanti i kilkuset żołnierzy brytyjskich.